# Kolumna masztu

Podstawowy schemat omasztowania i olinowania jednostki żaglowej

Kolumna masztu – pierwszy licząc od pokładu segment masztu wieloczłonowego, a także dolny (czyli od pięty do najniższego piętra salingów lub do najniższej rei) fragment masztu jednoelementowego. Nazwa  stosowana jest od 1570 r., kiedy wprowadzona została przez Kryna Woutersa koncepcja masztu dwuczłonowego z ruchomą stengą.